# Zárodečný list

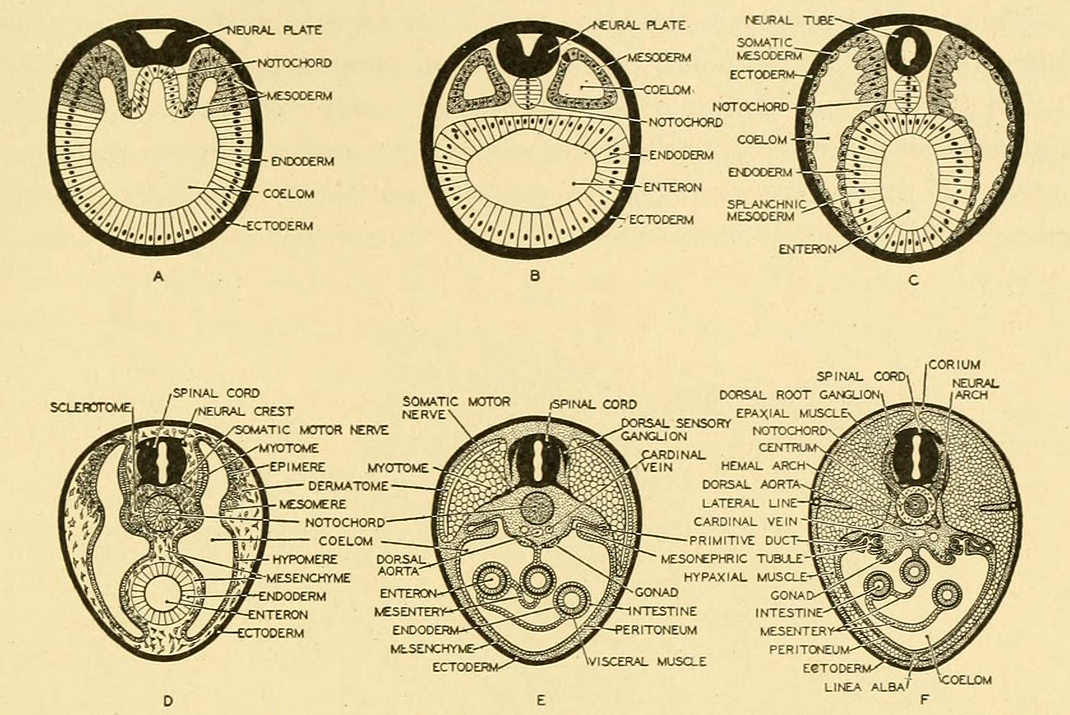
organogeneze u různých skupin obratlovců. Právě zárodečné listy mají velký význam při tvorbě specifických orgánů a tkání a v případě mesodermu mají vliv i na přítomnost některých z nich samotnou.

Zárodečný list (zárodečná vrstva) je souhrnné označení pro tři hlavní skupiny buněk, které vznikají během embryogeneze živočichů. Existují tři zárodečné listy: entoderm, ektoderm a mezoderm. Existují u všech mnohobuněčných živočichů kromě houbovců, přičemž velmi dobře jsou oddělitelné u obratlovců. Uspořádání na zárodečné listy je typické pro podříše Agnotozoa a Eumetazoa.
Houbovci (Porifera) mají, zjednodušeně řečeno, pouze jeden zárodečný list, i když i takové označení je sporné, protože vajíčka neprocházejí gastrulací. (Je však nesprávné tvrdit, že mají dva zárodečné listy, třebaže se v některých systémech řadí do Diploblastica, podle dvou vrstev buněk dospělého těla).
Radiálně symetričtí živočichové (např. žahavci) mají dva zárodečné listy, entoderm a ektoderm, proto se někdy nazývají dvojlistí, Diblastica. 
Trojlistí živočichové (Triblastica), což jsou veškerá Bilateria, mají všechny tři zárodečné listy.
Moderní (přibližně od začátku 21. století) evolučně-vývojová biologie někdy povyšuje na další, čtvrtou zárodečnou vrstvu neurální lištu, od které je u obratlovců odvozena řada tkání, které jsou analogické tkáním odvozených od jiných vrstev, a obratlovce pak považuje za živočichy tetrablastické (čtyřlisté).